# Řád za zásluhy (Libanon)
Řád za zásluhy (arabsky: وسام الاستحقاق) je libanonský záslužný řád založený v roce 1922. Udílen je za zásluhy o libanonský stát.

## Historie
Řád byl založen dekretem č. 1080 dne 16. ledna 1922 a je tak nejstarším ze tří libanonských rytířských řádů. Původně se jednalo o Záslužnou medaili guvernéra Velkého Libanonu. V roce 1930 byla přeměněna na rytířský řád, který nikdy nepatřil mezi francouzské koloniální řády, i když byl Libanon až do roku 1943 francouzskou kolonií.
V současné době je řád regulován Libanonským dekoračním kodexem uvedeným v zákoně č. 122 ze dne 12. června 1959. Úřadující libanonský prezident ex officio získává během výkonu své funkce tento řád ve třídě velkostuhy. Může jej nosit do konce svého funkčního období.

## Insignie

### Speciální třída
Řádový odznak má podobu zlaté, červeně smaltované pěticípé hvězdy s cípy zakončenými zlatými kuličkami. Uprostřed je vyobrazen národní strom Libanonu – cedr. Mezi rameny hvězdy je propleten vavřínový věnec, který má spodní část svázanou modrou stuhou uvázanou do mašle. Na cípu hvězdy směřujícím vzhůru je zlatým písmem nápis v arabštině. Hvězda je položena na zeleně smaltovaném palmovém věnci.
Řádová hvězda má podobu zlaté, červeně smaltované pěticípé hvězdy. Cípy jsou spojeny stříbrnými paprsky vycházejícími ze středu. Ramena hvězdy jsou zdobena zlatými cedrovými větvičkami. Uprostřed hvězdy je zeleně smaltovaný vavřínový věnec, na spodní straně svázaný modrou stuhou uvázanou do mašle. Uprostřed je zlatým písmem nápis v arabštině.
Stuha je červená.

### Velká stuha
Řádový odznak má podobu zlaté, červeně smaltované pěticípé hvězdy s cípy zakončenými zlatými kuličkami. Uprostřed hvězdy je zlatý nápis arabským písmem. Ramena hvězdy jsou spojena paprsky vycházejícími ze středu odznaku.
Řádová hvězda má shodný tvar jako řádový odznak.
Stuha je tmavě zelená se širokým bílým pruhem uprostřed.

### Ostatní třídy
Řádový odznak má podobu kulaté medaile. V případě I. třídy je medaile zlatá nahoře korunovaná palmovými ratolestmi. Ve II. třídě je medaile stříbrná, nahoře korunovaná palmovými ratolestmi. Ve III. třídě je medaile stříbrná bez palmových ratolestí. Ve IV. třídě je medaile bronzová.
Stuha je bílá na obou okrajích lemovaná tenkými červenými pruhy. Uprostřed je barevnými nitěmi vyšívaný cedr. Provedením tak odpovídá libanonské vlajce.

## Třídy
Řád je udílen ve čtyřech řádných a dvou speciálních třídách:
- speciální třída (od roku 1958) – Řádový odznak se nosí na široké stuze spadající z ramene na protilehlý bok. Řádová hvězda se nosí nalevo na hrudi. Tato třída je udílena pouze zahraničním hlavám států.
- velkostuha (od roku 1927) – Řádový odznak se nosí na široké stuze spadající z ramene na protilehlý bok. Řádová hvězda se nosí nalevo na hrudi. Tato třída je udílena předsedům vlád, příslušníkům královských rodin a dalším významným osobnostem.
- I. třída – Tato třída je udílena plukovníkům po 30 letech služby.
- II. třída – Tato třída je udílena důstojníkům po 20 letech služby.
- III. třída – Tato třída je udílena důstojníkům a poddůstojníkům po 15 letech služby.
- IV. třída – Tato třída je udílena poddůstojníkům a vojákům po 14 letech aktivní služby.

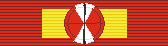
speciální třída
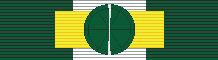
velkostuha
I. třída
II. třída
III. třída
IV. třída